# Provident Bank of New Jersey

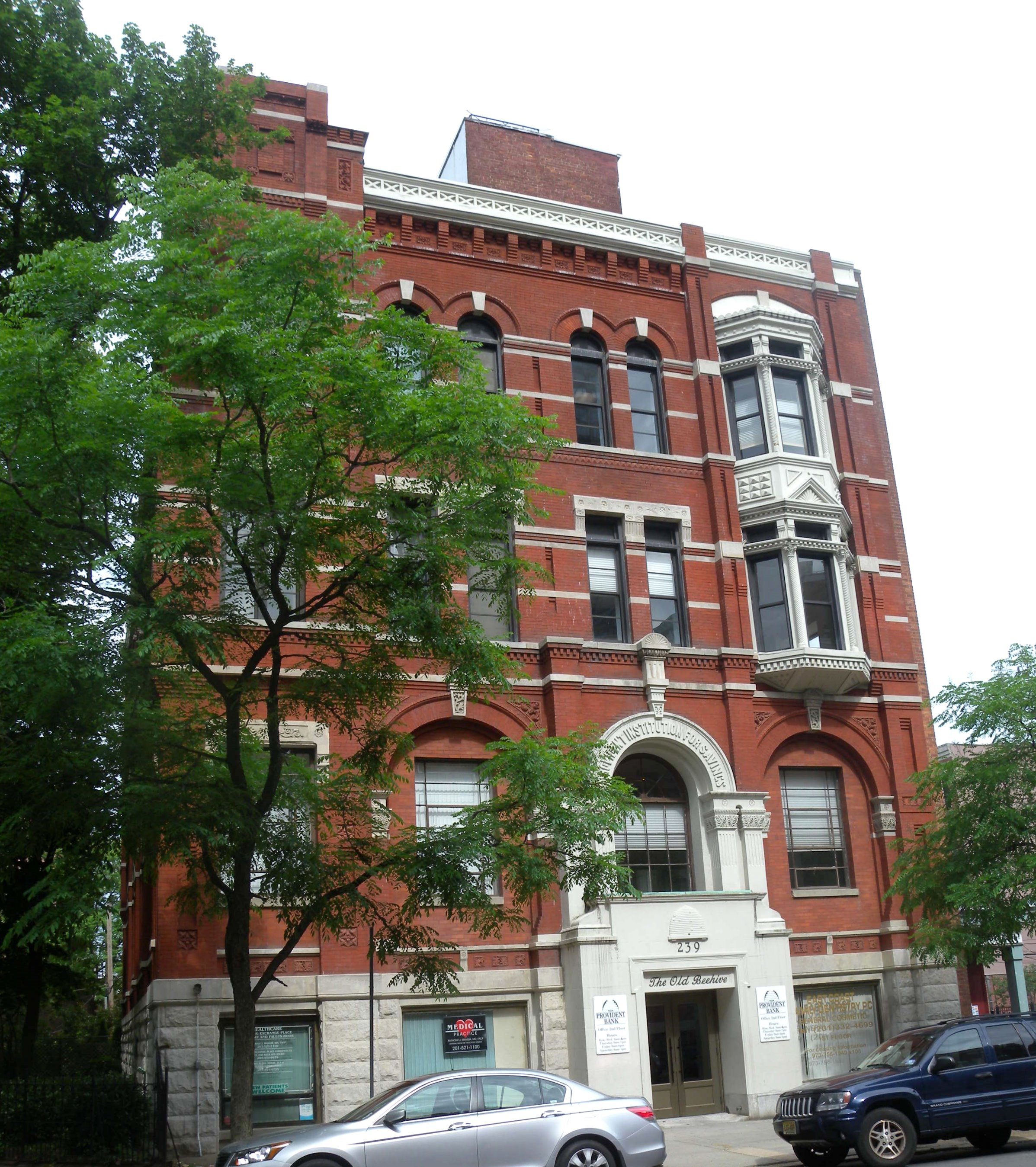
The Old Beehive Building, 239 Washington St, Jersey City

A Provident Financial Services, Inc. é a holding do Provident Bank. Fundado em 1839, o Provident Bank enfatiza o atendimento pessoal e a conveniência do cliente em atender às necessidades financeiras de empresas, indivíduos e famílias em Nova Jersey e no leste da Pensilvânia. O banco oferece uma ampla variedade de produtos de depósito, empréstimo e investimento, bem como serviços de confiança, fiduciário e de gestão de patrimônio por meio de sua subsidiária integral, Beacon Trust Company.
É o banco comunitário mais antigo da Nova Jérsia.

## História corporativa
A Instituição Providente de Poupança foi originalmente fretada pelo Estado de Nova Jersey em 1839, tornando-se o primeiro banco de poupança mútua na história do estado. O primeiro presidente foi John F. Ellis, de 1839 a 1841. O co-fundador Dudley S. Gregory se tornou presidente em 1841 e manteve o cargo até sua aposentadoria em 1874. Devido à desconfiança pública geral dos bancos resultante do Pânico de 1837, ele não aceitou seu primeiro depósito de US$ 227 até 16 de outubro de 1843. O Provident ficou sem uma sala no Temperance Hall de Jersey City até se mudar para o escritório do tesoureiro Peter Bentley em 1846. Em 1875, a Provident possuía ativos de US$ 3,5 milhões.
Uma corrida ao banco ocorreu em 12 de maio de 1882, após a tentativa de suicídio de Edmund W. Kingsland, o tesoureiro do banco, em seu escritório. A corrida no banco cessou quando uma auditoria independente provou que todas as contas estavam em ordem. Kingsland sobreviveu à tentativa de suicídio.
Em 1989, o Provident Savings Bank comemorou seu 150º aniversário.

### Aquisição do Primeiro Banco Nacional de Dunellen
Em 1978, a Provident adquiriu o Primeiro Banco Nacional de Dunellen. Este foi um movimento pioneiro. Ninguém nunca tinha ouvido falar de um banco de poupança comprando um banco comercial. Quando o negócio foi concluído, no entanto, a Provident aumentou seus ativos em US$ 20 milhões e adicionou duas novas filiais - Dunellen e Green Brook.

### Fusão com o Bloomfield Savings Bank
O crescimento controlado solidificou o status da Provident como uma instituição financeira sólida. Um evento marcante na história do Provident e de seu concorrente vizinho, Bloomfield Savings Institution, foi marcado em 1983, quando eles anunciaram uma fusão que criaria um banco de mais de um bilhão de dólares.

### Capital da equipe
Em 2014, a Provident se fundiu com a Team Capital.